# Hridna lastavica
Hridna lastavica (lat. Ptyonoprogne rupestris; sin.: Hirundo rupestris) je vrsta ptice koja pripada porodici lastavica (lat. Hirundinidae).

## Područje rasprostranjenosti u svijetu i RH
Hridna lastavica je jedina lastavica koja redovito prezimljuje u Europi, ali tijekom godine postoje visinske migracije. Sjevernije europske populacije su djelomično migratorne te zimuju ili u južnoj Europi (od Španjolske do Grčke) ili preko Gibraltara sele u Maroku. Migracija tih jedinki je u listopadu i travnju. 

## Veličina RH populacije
1000 - 5000 parova.

## Stanište
Gnijezdi se u potkapinama, liticama, u ulazima u špilje, na zgradama, a ponekad i uz more. Za razmnožavanje odabire toplu i suhu kontinentalnu klimu, no zbog gniježđenja u planinskim regijama i na liticama hridna lastavica često se izlaže oštrim promjenama temperature. Ova vrsta izbjegava vjetrovita, zasjenjena i snježna staništa. Također, za razliku od lastavice, izbjegava dijeljenje staništa s čovjekom. 

## Fenologija vrste i biologija vrste
Hridna lastavica je veća i ima šire tijelo od drugih ptica iz porodice Hirudinidae koje obitavaju na području Europe. Također, rep kod hridne lastavice je jedva rašljast te ima bijele pjege. Ova vrsta ptice je uniformno tamno smeđe obojana, ima crnkasto potkrilje i pjegavo grlo. Let je sporiji od ostalih lastavica te se sastoji od mnogo jedrenja. Duljina tijela je oko 14 cm, a raspon krila 32 – 34.5 cm. Hridnu lastavicu lagano je razlikovati od drugih ptica iz porodice Hirudinidae. Najsličnija vrsta je afrička hridna lastavica, no ona živi isključivo na području sjeverne Afrike i Bliskog istoka.  
Doba gniježđenja ove ptice je od svibnja do kolovoza. U sezoni može imati dva legla, s 3 – 5 jaja. Inkubacija traje 13 – 17 dana. Ova vrsta lastavice gradi zdjelasta gnijezda od blata ispod potkapina na okomitim liticama, ispod mostova, u tunelima i na policama po kućama i verandama.
Hrani se kukcima i to najčešće u letu. 

## Pritisci i prijetnje vrsti te mjere očuvanja
Uočen je pad brojnosti jedinki u zoni rekreacije u JU NP Paklenica. No, zbog klimatskih promjena i nestabilnih meteoroloških prilika, teško je razdvojiti nepovoljne utjecaje penjača i nepovoljne ekološke karakteristike u sezoni gniježđenja, te koliko zahlađenja i loši ekološki uvjeti utječu na uspješnost izlijeganja i othranjivanja mladih ptica.

## IUCN kategorija ugroženosti i zakonska zaštita
Hridna lastavica prema Crvenoj knjizi ptica Hrvatske (Tutiš i sur. 2013.) ima kategoriju ugroženosti: najmanje zabrinjavajuća (LC) vrsta. 
Sukladno Zakonu o zaštiti prirode (80/13) i Pravilniku o strogo zaštićenim vrstama (NN 114/13) hridna lastavica je strogo zaštićena vrsta u RH.
- Poncebos, Asturija
- Alcobaça, Portugal
- jaja

## Vanjske poveznice
|  | Zajednički poslužitelj ima još gradiva o temi Ptyonoprogne rupestris |
|  | Wikivrste imaju podatke o taksonu Ptyonoprogne rupestris             |